# Five Marines
Five Marines (오인의 해병 - Oinui haebyeong) là phim Hàn Quốc năm 1961. Nó là thể loại phim phổ biển của đạo diễn Kim Ki-duk.

## Tóm tắt
Trong suốt chiến tranh Hàn Quốc, năm thủy quân lục chiến được lựa chọn cho một nhiệm vụ trong lãnh thổ đối phương. Họ thực hiện sứ mệnh thành công, nhưng bốn trong năm người đã bị giết trước khi họ quay trở về.